# Iporã do Oeste
Iporã do Oeste es un municipio brasileño del estado de Santa Catarina. Tiene una población estimada al 2022 de 9 333 habitantes. Pertenece a la Región metropolitana del Extremo Oeste.

## Toponimia
Iporã, del guaraní, significa "río hermoso".

## Historia
Los primeros colonos de origen alemán e italiano se instalaron en la localidad en 1928. Muchos provenientes de Río Grande del Sur, se dedicaron a la agricultura y la explotación de la madera. Pasó a ser distrito de Mondaí en noviembre de 1953, y se emancipó en enero de 1988.